# Agriones
Agriones es un despoblado español situado en el término municipal de Trescasas, en la provincia de Segovia, comunidad autónoma de Castilla y León. En el lugar donde se ubicó no quedan vestigios materiales apreciables.

## Ubicación

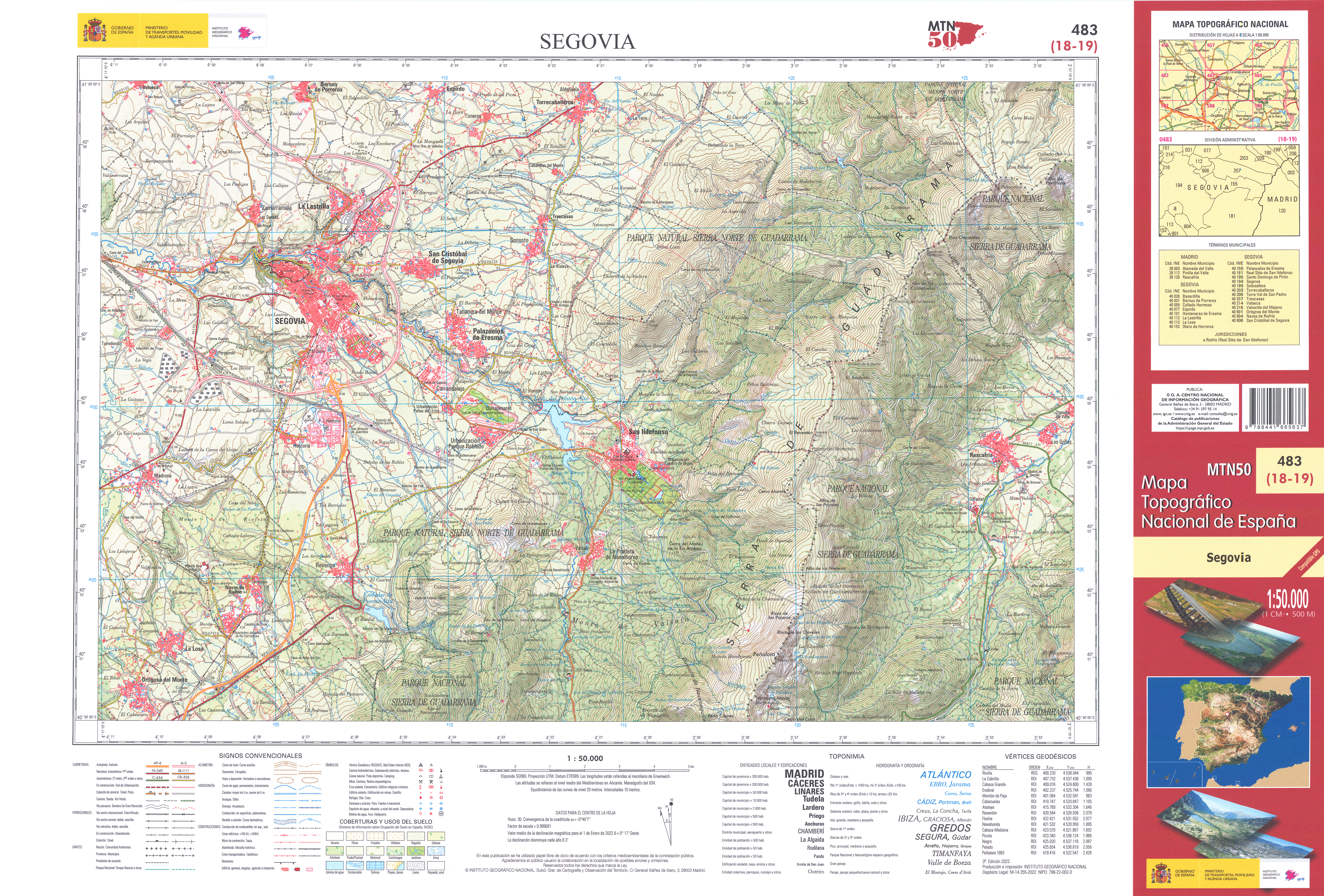
Fragmento de la hoja 483 del Mapa Topográfico Nacional de España de 2022 en el que se representa la zona donde se ubicó Agriones

Se situaba unos dos kilómetros al sur de Sonsoto barrio de Trescasas y uno al noreste de San Cristóbal de Segovia, a la derecha del camino que une Torrecaballeros con Real Sitio de San Ildefonso (actual SG-P-6121) y a la derecha del camino que une el anterior camino con Palazuelos de Eresma próximo a los parajes de la Cerca de Tranche, Navaelgrande y Dehesa de Sonsoto. En el lugar hay una cacera de su mismo nombre que desemboca en Sonsoto. Perteneció a la Comunidad de Villa y Tierra de Segovia y tenía representación directa en la Noble Junta de Cabezuelas hasta su desaparición.

## Historia
Posiblemente de fundación medieval en el siglo siglo XIII en la segunda repoblación cristiana de Castilla por parte de Alfonso VI de León.
La primera vez que se menciona a Agriones con este nombre corresponde a un documento eclesiástico escrito es en 1247, como consecuencia de las relaciones de préstamo efectuadas por la mesa episcopal y por la de los canónigos a los colonos que trabajan las tierras propiedad de la Iglesia.
La segunda noticia nos la proporcionan las Ordenanzas que regulan el consumo del agua de la Cacera del río Cambrones por parte de la Noble Junta de Cabezuelas, elaboradas en 1401, y que podrían haber sustituido a otras anteriores conocidas desde tiempo inmemorial.
La población habrá desaparecido en el siglo XVII por una peste que diezmó la población de la zona en esa época, o por un envenenamiento masivo de su población en la celebración de una boda al beber leche de un cántaro envenenado por víboras o de material tóxico. Los habitantes que se salvaron se repartieron entre las poblaciones de vecinas de Palazuelos de Eresma y Sonsoto repartiendo entre estos pueblos la gestión de las aguas de Agriones en la Noble Junta de Cabezuelas.
Seguramente el lugar contó con una Casa de Esquileo por su cercanía a la Cañada Real Soriana Occidental.

## Fiestas
- Día de la Cacera Mayor, último sábado de mayo.[11]